# 奧古斯塔級潛艇
奧古斯塔級潛艦（『阿戈斯塔級潛艦』Agosta class submarine；西班牙：S-70型潛艦）為法國DCNS公司研發製造的常規柴電動力潛艦，在1977年第一次進入海軍服役。第一個國外客戶是南非，原訂購2艘，卻因當時南非發生種族歧視問題，被聯合國實行禁止輸入武器國家，因此，沒有交付南非海軍，而是在1979年至1980年改出售給巴基斯坦海軍。第二位國外客戶是西班牙，於1983年至1985年間，在西班牙的IZAR公司建造4艘。

## 衍生、改良型

### 奧古斯塔級90B型
奧古斯塔90B型是「奧古斯塔級」的改良型，它是法國依據1980年代的國際市場需求，對原有的「奧古斯塔級」潛艇進行改進和更新後，所形成的新款設計，最大的差異在動力採用了最新科技的AIP系統。奧古斯塔90B型的水面排水量為1490噸，水下排水量為2050噸，主要尺寸為67.57米×6.8米×5.33米，最大下潛深度為350米，乘員編制人數為54名，其中軍官8名。奧古斯塔90B型潛艇在巴基斯坦命名為“哈立德”級。

## 使用國
- 法國：4 艘完全除役（其中1艘轉賣馬來西亞）
- 西班牙：4艘，现役1艘。
- 巴基斯坦：2 艘標準型（哈斯玛级潜艇）（原南非海军订购的“阿斯特兰”级，由于禁运令而告吹），3 艘90B型（哈立德级潜艇），皆在服役中
- 马来西亚：1 艘（2005年購至法國除役艦（未改名），2009年退役，2011年改建为潜艇博物馆）

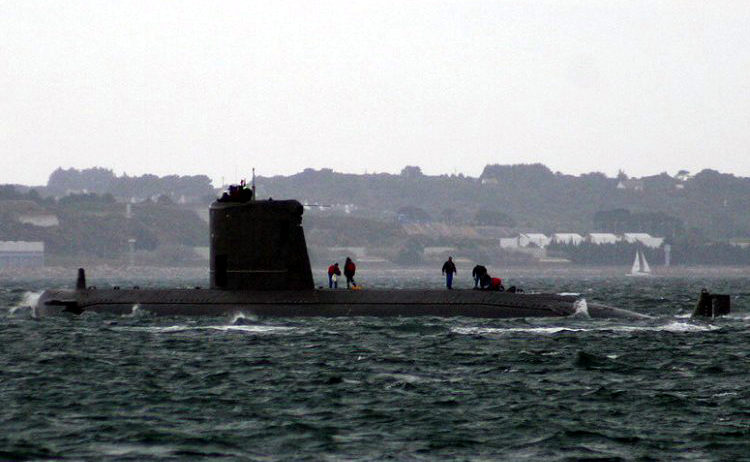
法國除役後賣給馬來西亞的奧古斯塔級

## 外部連結與參考資料
- Naval Technology（页面存档备份，存于） page on Agosta 90B
- Pakistani Military Consortium
- 巴基斯坦奧古斯塔90B攻擊潛艇下水/圖--星島環球網[永久]
- 巴基斯坦海軍首艘AIP動力潛艇正式服役(圖)_新聞頁_北美新浪網 （页面存档备份，存于）
- 世界四款出口型常規潛艇性能對比 - 圖博館 - PChome 新聞台 （页面存档备份，存于）